# Dżusajr
Dżusajr (arab. جسير) – nieistniejąca już arabska wieś, która była położona w Dystrykcie Gazy w Mandacie Palestyny. Wieś została wyludniona i zniszczona podczas I wojny izraelsko-arabskiej (al-Nakba), po ataku Sił Obronnych Izraela w dniu 17 lipca 1948.

## Położenie
Dżusajr leżała na granicy pustyni Negew z Szefelą. Według danych z 1945 do wsi należały ziemie o powierzchni 12 361 ha. We wsi mieszkało wówczas 1 180 osób.
| własność gruntów | powierzchnia gruntów (hektary) |
| ---------------- | ------------------------------ |
| Arabowie         | 12 015                         |
| Żydzi            | 0                              |
| publiczne        | 346                            |
| Razem            | 12 361                         |

| Rodzaj użytkowanych gruntów | Arabowie (hektary) | Żydzi (hektary) |
| --------------------------- | ------------------ | --------------- |
| uprawy zbóż                 | 11 863             | 0               |
| nieużytki                   | 444                | 0               |
| zabudowane                  | 54                 | 0               |

## Historia
W 1596 wieś Dżusajr posiadała 330 mieszkańców, którzy płacili podatki pszenicą, owocami, winoroślą i kozami.
W okresie panowania Brytyjczyków Dżusajr rozwijała się jako średniej wielkości wieś. W 1937 otworzono szkołę podstawową, do której w 1945 uczęszczało 74 uczniów. Był tutaj meczet.
Podczas I wojny izraelsko-arabskiej w maju 1948 wieś zajęły wojska egipskie. W dniu 16 lipca Izraelczycy rozpoczęli operację Mawet la-polesz, w trakcie której zajęli Dżusajr. Mieszkańcy już wcześniej opuścili wieś. W następnych dniach wyburzono prawie wszystkie domy.

## Miejsce obecnie
Na gruntach należących do Dżusajr powstał w 1953 moszaw Menucha, a w 1968 wieś komunalna Wardon.
Palestyński historyk Walid Chalidi, tak opisał pozostałości wioski Dżusajr: „Ocalał tylko jeden dom o płaskim dachu, który stoi pośrodku sadu brzoskwiniowego. Jego elewacja frontowa ma dwa prostokątne okna i prostokątne wejście pośrodku. Wśród wysokich traw i chwastów są widoczne szczątki innych domów”.